# Club Deportivo Maldonado
El Club Deportivo Maldonado es una institución social y deportiva de Uruguay, con sede en la ciudad de Maldonado. Fue fundado el 25 de agosto de 1928.
Su actividad principal es el fútbol, donde actualmente disputa la Primera División Profesional de Uruguay. Además, también participa en formato amateur en basquetbol en la Liga Departamental de Básquetbol de Maldonado, y en voleibol femenino y masculino en la Federación Uruguaya de Voleibol.
A finales del año 2009, el club cedió la administración y desarrollo del fútbol profesional y juvenil a una sociedad anónima deportiva, denominada «Deportivo Maldonado S.A.D.», siendo la primera de este tipo en Uruguay.

## Historia
El Club Deportivo Maldonado fue fundado el 25 de agosto de 1928, con el nombre de Batacazo Football Club, y decidió vestir camiseta verde y roja a franjas verticales. Sobre el origen de los colores se han tejido varias historias, que el rojo simboliza la sangre y la pasión y el verde reverencia a los pinos de la zona, ha sido la más popular; Juan Delfino (uno de los fundadores) negó tal versión expresando que simplemente gustaron esos colores.

### 1932-1994: Competencia local en Maldonado
El 27 de junio de 1932 se realizó una Asamblea donde se decidió modificar el nombre buscando mayor formalidad a la institución, siendo Club Deportivo Maldonado el nombre elegido. En 1932 pasó a jugar el Campeonato Departamental de Fútbol, junto a equipos como Club Atlético Libertad, Club Atlético Fernandino, Club Punta del Este, Club A. San Carlos y Atenas, donde obtuvo 5 títulos.
El club jugó durante gran parte de su historia en la Liga Capital de Fútbol de Maldonado (hoy parte de Liga Mayor de Fútbol de Maldonado) donde obtuvo 9 campeonatos, siendo el segundo más ganador (detrás de Atlético Fernandino) al momento en que el equipo verdirrojo decidió trasladarse a las competencias de la AUF.

### Desde 1995: Fútbol profesional
Su trayectoria en el fútbol profesional se inicia en 1995, cuando se desafilia de OFI y se afilia a la Segunda División Profesional, siendo el segundo club de afuera en competir en el profesionalismo. Ya en 1998 estuvo a punto de ascender deportivamente a Primera División: juega partidos por el ascenso ante Rampla Juniors (que jugaba en Primera y buscaba permanecer). Ganó cada uno su partido de local, y definieron en un tercer encuentro disputado el 21 de noviembre en el Estadio Centenario; fue 1:1 pero ganó el picapiedra por penales. De todas maneras Deportivo Maldonado logró ascender ese año, mediante licitación de la AUF: ese año se había resuelto la integración de 4 equipos de afuera a Primera y el super Depo fue uno de los elegidos.
En el año 2004 se asoció con el CCD Punta del Este, motivo por el cual la institución pasó a denominarse Club Deportivo Maldonado Punta del Este. En ese mismo año desciende de categoría luego de haber disputado 6 temporadas consecutivas en Primera División. En el torneo especial del primer semestre de 2006 no participa por motivos económicos., y vuelve a participar de la Segunda División en la temporada 2006/2007 ya con su nombre original y la asociación disuelta.

#### 2009: Inicia la Sociedad Anónima Deportiva
A finales del 2009 se constituyó una sociedad anónima deportiva denominada Deportivo Maldonado S.A.D. con base en capitales británicos con el objetivo de sustentar y gestionar el fútbol profesional del club. Sus estatutos fueron aprobados por la Auditoría Interna de la Nación el 29 de diciembre de 2009, inscriptos en el Registro Nacional de Comercio y publicados. Su actual Presidente es el Sr. Malcolm Caine y su Vicepresidente, el Sr. Santiago Durán.
Con objetivos a mediano y largo plazo se hizo una reestructuración con una nueva Administración, se busca refundar a esta institución que ha participado profesionalmente en la Segunda División Profesional del fútbol uruguayo y que ha sufrido diversos problemas económicos. El objetivo de la reestructura es en forma progresiva desarrollar un proyecto que permita que las divisiones formativas de Deportivo Maldonado puedan jugar en primera división. De esta forma se podrá conformar un plantel que fortalezca al plantel principal.
En este nuevo proceso Deportivo Maldonado sustenta su trabajo en Captar y atraer a los mejores juveniles del Departamento de Maldonado y de esta forma fortalecer las divisiones juveniles, contratar personas calificadas como gerentes, entrenadores, médicos, fisioterapeutas y especialistas, brindar una estructura de trabajo basada en la estabilidad económica, realizar mejoras en los lugares entrenamiento y realizar inversiones en este aspecto, realizar un socuting a nivel internacional buscando con el fin de acelerar el crecimiento del club. Con base en los años de trabajo, Deportivo Maldonado las divisiones formativas lograron 3 ascensos a la primera división y actualmente se encuentran disputando el campeonato en dicha división, con el objetivo de mantenerse y consolidarse allí.

#### 2019-2021
El plantel principal de Deportivo Maldonado se ha ido incrementando en calidad progresivamente y consolidando su potencial con miras primero a obtener el ascenso a la Primera División, lo cual obtendría en el Campeonato Uruguayo de Segunda División de 2019, tras lograr el Subcampeonato del mismo, ascendiendo de forma directa.  Posteriormente la consolidación del equipo en primera, el club se proyecto en poder  lograr la participación en Copas internacionales, lo cual conseguiría tres temporadas después de su vuelta a Primera.

#### 2022
Tras su tercer año consecutivo en la Primera División desde su ascenso en 2019 con  el ciclo de Francisco Palladino como director técnico, el club logra en el Campeonato Uruguayo de 2022 el 3 puesto en la Tabla anual, su mejor participación en la historia del club, clasificando a la Segunda fase de la Copa Conmebol Libertadores 2023.

#### 2023
En 2023 el club comienza el año con una serie de amistosos internacionales (Serie Río de la Plata),  de preparación  Copa  Libertadores. El primero de los amistosos lo juega ante Independiente del Valle, vigente campeón de la Copa Sudamericana, derrotando al conjunto ecuatoriano por 2-1, quedándose con el título amistoso Copa Pablo Repetto. El segundo encuentro por la Copa Claudio "Chiqui" Tapia venciendo 1-0 Barracas Central de Argentina. Debutó de manera oficial por primera vez la en la Copa Libertadores de América , contra Fortaleza por la  Fase 2 de la copa, empatando 0-0 de local en Campus, ante un gran marco de gente en las tribunas del equipo de Maldonado. el partido de vuelta terminaría siendo derrotado por el conjunto tricolor en el Estadio mundialista Castelo por 4-0, recibiendo el primer gol al finalizar el primer tiempo y resto sobre el cierre del partido. A nivel local debutaría con victoria 1-0 contra Plaza Colonia. La temporada terminaría no siendo la esperada por club, terminando en la 12.ª posición, no logrando la clasificación a copas internacionales, como pretendía el club.

## Símbolos

### Escudo y bandera
El escudo y la bandera institucional son muy similares. Se trata de un diseño compuesto por franjas que simulan ser rayos de color verde y rojo, cuyo centro es un círculo blanco que simularía ser el sol. En el escudo el diseño se encuentra centrado, mientras que en la bandera el círculo en cuestión se ubica sobre el margen superior izquierdo. El escudo lleva las siglas "C.D.M.", mientras que la bandera dice "Club Deportivo Maldonado". En el caso del escudo, además, posee un borde de color dorado.
Evolución del escudo de Deportivo Maldonado
|  |  |  |  |

## Uniforme
Ya en la primera carta oficial del club, en 1928, se hacía notar de que el Batacazo luciría “camiseta verde y roja a franjas verticales”. Sobre el origen de los colores se han tejido varias historias, la más popular es que el granate (rojo) simboliza la sangre y la pasión y el verde reverencia a los pinos de la zona; Juan Delfino negó tal versión expresando que simplemente gustaron esos colores y se distribuyeron a la usanza de entonces, a bastones verticales.
El uniforme titular permaneció con ese diseño hasta 1999, año en que Deportivo Maldonado jugó por primera vez en Primera División y adoptó las mangas blancas como forma de diferenciarse del capitalino Rampla Juniors. Desde entonces Deportivo Maldonado generalmente utiliza el diseño con torso a bastones verticales rojos y verdes con las mangas blancas; pantalón y medias negras.

### Uniforme titular
Camiseta a franjas verticales rojas y verdes (con mangas blancas), pantalón negro, medias negras.
| 2014-2016 | 2017 | 2018 | 2019 | 2020-2021 | 2022-Actual |

### Uniforme suplente
Camiseta blanca con vivos rojos y verdes, pantalón blanco, medias blancas.
| 2014-2016 | 2017 | 2018 | 2020-2021 | 2022-Actual |

### Uniforme alternativo
| 2022-Actual |

### Patrocinadores e indumentaria
| Período       | Proveedor |
| ------------- | --------- |
| 1995-1999     | Meta      |
| 2000-2003     | Asics     |
| 2003-2008     | Pódium    |
| 2008-2010     | Mgr Sport |
| 2011-2019     | Matgeor   |
| 2020-presente | Joma      |
| 2020-presente | kelme     |

| Período       | Patrocinador Principal | Mangas       | PatrocinadorSecundario |
| ------------- | ---------------------- | ------------ | ---------------------- |
| 1995-2000     | Cot                    |              | Cot                    |
| 2001-2002     | Cot                    | Semm Mautone | Cot                    |
| 2003          | Cot                    |              | Cot                    |
| 2003-2009     | Crufi                  |              | Cot                    |
| 2010          | Pico                   |              |                        |
| 2011-2019     | Rinde Dos              | Antel        |                        |
| 2020-2022     | Enjoy                  | Antel        | Nativa                 |
| 2023-presente | Enjoy                  | Antel        | Nativa AWM Valores     |

## Clásicos
Deportivo Maldonado actualmente no tiene ningún clásico rival pero tuvo algunas rivalidades en el pasado como Atenas de San Carlos o Rocha:
- Atenas de San Carlos (clásico del Departamento de Maldonado). Han jugado 112 veces desde 1931. Partidos oficiales: Deportivo 28, Atenas 37, 23 empates. Partidos oficiales y amistosos: Deportivo 35, Atenas 51, empatando 26 veces.
- Rocha FC (clásico del Este).

## Datos estadísticos
Actualizado a la Primera División 2023 inclusive.
- Temporadas en Primera División: 10
  - Participaciones consecutivas desde: 2020 (4 consecutivas)
  - Debut: 1999
  - Mejor participación: 3.er puesto (2022) Jugados 37, ganados 17, empatados 12, perdidos 8
  - Mejor liguilla: 2.º puesto 2003 (por diferencia de goles, igualado en puntos con Danubio)
- Temporadas en Segunda División: 19
  - Debut: 1995
  - Última participación: 2019
- Participaciones en torneos internacionales:
  - Participaciones en Copa Libertadores: 1 (2023)
  - Debut: 2023

## Estadísticas en torneos internacionales

### Por competencia
| Torneo                       | TJ | PJ | PG | PE | PP | GF | GC | DG | Puntos |
| ---------------------------- | -- | -- | -- | -- | -- | -- | -- | -- | ------ |
| Copa Libertadores de América | 1  | 2  | 0  | 1  | 1  | 0  | 4  | -4 | 1      |
| Total                        | 1  | 2  | 0  | 1  | 1  | 0  | 4  | -4 | 1      |

### Participaciones en Campeonatos de AUF
| Temporada | División | Puesto                                                      | Pts.                                                        | PJ                                                          | PG                                                          | PE                                                          | PP                                                          | GF                                                          | GC                                                          | Dif                                                         | Notas de destaque                                                                                               |
| --------- | -------- | ----------------------------------------------------------- | ----------------------------------------------------------- | ----------------------------------------------------------- | ----------------------------------------------------------- | ----------------------------------------------------------- | ----------------------------------------------------------- | ----------------------------------------------------------- | ----------------------------------------------------------- | ----------------------------------------------------------- | --- |
| 1995      | 2.ª      | 9.º                                                         | 29                                                          | 24                                                          | 8                                                           | 5                                                           | 11                                                          | 33                                                          | 45                                                          | -12                                                         | Debut en AUF |
| 1996      | 2.ª      | 11.º                                                        | 19                                                          | 22                                                          | 5                                                           | 4                                                           | 13                                                          | 24                                                          | 43                                                          | -19                                                         | |
| 1997      | 2.ª      | 8.º                                                         | 29                                                          | 24                                                          | 8                                                           | 5                                                           | 11                                                          | 29                                                          | 35                                                          | -6                                                          | |
| 1998      | 2.ª      | 3.º                                                         | 44                                                          | 26                                                          | 12                                                          | 8                                                           | 6                                                           | 40                                                          | 29                                                          | +11                                                         | Pierde el ascenso por penales en repechaje ante Rampla Juniors.                                                 |
| 1999      | 1.ª      | 10.º                                                        | 30                                                          | 28                                                          | 7                                                           | 9                                                           | 12                                                          | 39                                                          | 54                                                          | -15                                                         | Seleccionado en licitación para ocupar uno de los 4 cupos para clubes del interior en Primera.                  |
| 2000      | 1.ª      | 11.º                                                        | 36                                                          | 33                                                          | 10                                                          | 6                                                           | 17                                                          | 42                                                          | 59                                                          | -17                                                         | |
| 2001      | 1.ª      | 14.º                                                        | 34                                                          | 31                                                          | 8                                                           | 10                                                          | 13                                                          | 31                                                          | 48                                                          | -17                                                         | |
| 2002      | 1.ª      | 7.º                                                         | 44                                                          | 35                                                          | 13                                                          | 5                                                           | 17                                                          | 49                                                          | 60                                                          | -11                                                         | |
| 2003      | 1.ª      | 9.º                                                         | 51                                                          | 34                                                          | 14                                                          | 9                                                           | 11                                                          | 40                                                          | 40                                                          | 0                                                           | Clasificado a la Liguilla. Pierde la clasificación a la Copa Sudamericana en partido de desempate ante Danubio. |
| 2004      | 1.ª      | 18.º                                                        | 28                                                          | 31                                                          | 5                                                           | 13                                                          | 13                                                          | 34                                                          | 48                                                          | -14                                                         | |
| 2005      | 2.ª      | 13.º                                                        | 23                                                          | 26                                                          | 5                                                           | 8                                                           | 13                                                          | 21                                                          | 38                                                          | -17                                                         | |
| 2006      | 2.ª      | No participó (esta temporada la participación fue opcional) | No participó (esta temporada la participación fue opcional) | No participó (esta temporada la participación fue opcional) | No participó (esta temporada la participación fue opcional) | No participó (esta temporada la participación fue opcional) | No participó (esta temporada la participación fue opcional) | No participó (esta temporada la participación fue opcional) | No participó (esta temporada la participación fue opcional) | No participó (esta temporada la participación fue opcional) | No participó (esta temporada la participación fue opcional)                                                     |
| 2006/07   | 2.ª      | 6.º                                                         | 40                                                          | 28                                                          | 10                                                          | 10                                                          | 8                                                           | 37                                                          | 28                                                          | +9                                                          | Pierde play-off de ascenso en semifinales con Juventud.                                                         |
| 2007/08   | 2.ª      | 14.º                                                        | 32                                                          | 32                                                          | 9                                                           | 5                                                           | 18                                                          | 41                                                          | 54                                                          | -13                                                         | |
| 2008/09   | 2.ª      | 6.º                                                         | 43                                                          | 27                                                          | 12                                                          | 7                                                           | 8                                                           | 41                                                          | 40                                                          | +1                                                          | Pierde play-off de ascenso en cuartos de final con Progreso.                                                    |
| 2009/10   | 2.ª      | 9º                                                          | 27                                                          | 22                                                          | 6                                                           | 9                                                           | 7                                                           | 26                                                          | 29                                                          | -3                                                          | |
| 2010/11   | 2.ª      | 5º                                                          | 37                                                          | 22                                                          | 9                                                           | 10                                                          | 3                                                           | 24                                                          | 17                                                          | +7                                                          | Pierde play-off de ascenso en semifinales con Boston River.                                                     |
| 2011/12   | 2.ª      | 11º                                                         | 26                                                          | 24                                                          | 6                                                           | 8                                                           | 10                                                          | 27                                                          | 30                                                          | -3                                                          | |
| 2012/13   | 2.ª      | 11º                                                         | 26                                                          | 26                                                          | 6                                                           | 8                                                           | 12                                                          | 25                                                          | 33                                                          | -8                                                          | |
| 2013/14   | 2.ª      | 3º                                                          | 41                                                          | 26                                                          | 10                                                          | 11                                                          | 5                                                           | 30                                                          | 28                                                          | +2                                                          | Pierde play-off de ascenso en cuartos de final con Plaza Colonia.                                               |
| 2014/15   | 2.ª      | 12º                                                         | 31                                                          | 28                                                          | 9                                                           | 4                                                           | 15                                                          | 27                                                          | 43                                                          | -16                                                         | |
| 2015/16   | 2.ª      | 10º                                                         | 23                                                          | 20                                                          | 7                                                           | 2                                                           | 11                                                          | 19                                                          | 29                                                          | -10                                                         | |
| 2016      | 2.ª      | 5º                                                          | 18                                                          | 12                                                          | 5                                                           | 3                                                           | 4                                                           | 18                                                          | 15                                                          | +3                                                          | |
| 2017      | 2.ª      | 7º                                                          | 39                                                          | 28                                                          | 10                                                          | 9                                                           | 9                                                           | 29                                                          | 31                                                          | -2                                                          | Pierde play-off de ascenso en cuartos de final con Central Español.                                             |
| 2018      | 2.ª      | 6º                                                          | 35                                                          | 26                                                          | 9                                                           | 8                                                           | 9                                                           | 32                                                          | 27                                                          | +5                                                          | |
| 2019      | 2.ª      | 2º                                                          | 40                                                          | 22                                                          | 12                                                          | 4                                                           | 6                                                           | 30                                                          | 20                                                          | +10                                                         | Ascenso directo.                                                                                                |
| 2020      | 1ª       | 12º                                                         | 46                                                          | 37                                                          | 11                                                          | 13                                                          | 13                                                          | 47                                                          | 62                                                          | -15                                                         | |
| 2021      | 1ª       | 12º                                                         | 31                                                          | 30                                                          | 8                                                           | 7                                                           | 15                                                          | 21                                                          | 40                                                          | -19                                                         | |
| 2022      | 1ª       | 3º                                                          | 63                                                          | 37                                                          | 17                                                          | 12                                                          | 8                                                           | 47                                                          | 37                                                          | +10                                                         | Clasifica por primera vez a la Copa Libertadores. Primera participación en un torneo internacional.             |
| 2023      | 1ª       | 12º                                                         | 43                                                          | 37                                                          | 11                                                          | 10                                                          | 16                                                          | 39                                                          | 55                                                          | -16                                                         | |

## Plantel actual
- Actualizado para la Temporada 2021[5]

## Palmarés

### Torneos nacionales organizados por AUF
| Torneos nacionales                   | Títulos | Subcampeonatos |
| ------------------------------------ | ------- | -------------- |
| Liguilla Pre-Libertadores de América |         | 2003           |
| Segunda División de Uruguay          |         | 2019           |

### Torneos nacionales  y locales organizados por OFI
| Torneos Locales                          | Títulos                                        | Subcampeonatos |
| ---------------------------------------- | ---------------------------------------------- | -------------- |
| Departamental de Maldonado (5):          |                                                |                |
| Liga Capital de Fútbol de Maldonado (9): | 1952, 1960, 1961, 1969, 1974, 1980, 1987, 1992 |                |

## Estadio

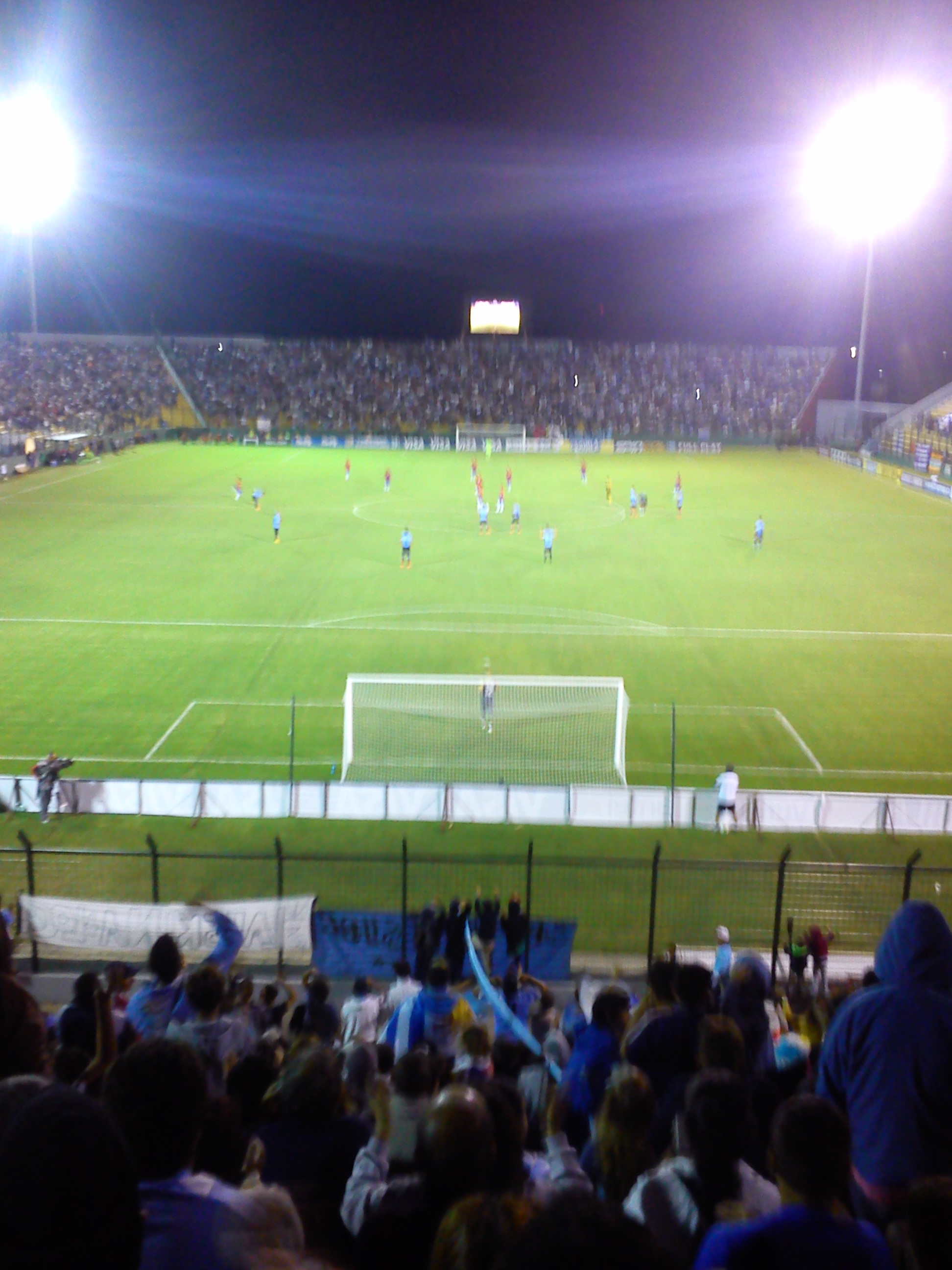

El histórico estadio propio de Deportivo Maldonado era el Estadio Ginés Cairo Medina, inaugurado en febrero de 1958, el cual terminaría siendo rematado en el año 2003, por deudas . Actualmente hay un complejo habitacional en el lugar.
Desde la llegada al profesionalismo, Deportivo Maldonado disputa sus partidos de local en el Estadio Domingo Burgueño Miguel, también conocido como "El campus de Maldonado". El mismo es propiedad de la Intendencia de Maldonado. Posee una capacidad para 23.000 espectadores, inaugurado un 21 de julio de 1994 siendo construido para ser una de las sedes de la  Copa América de 1995. Es uno de los mayores estadios en capacidad del país. 

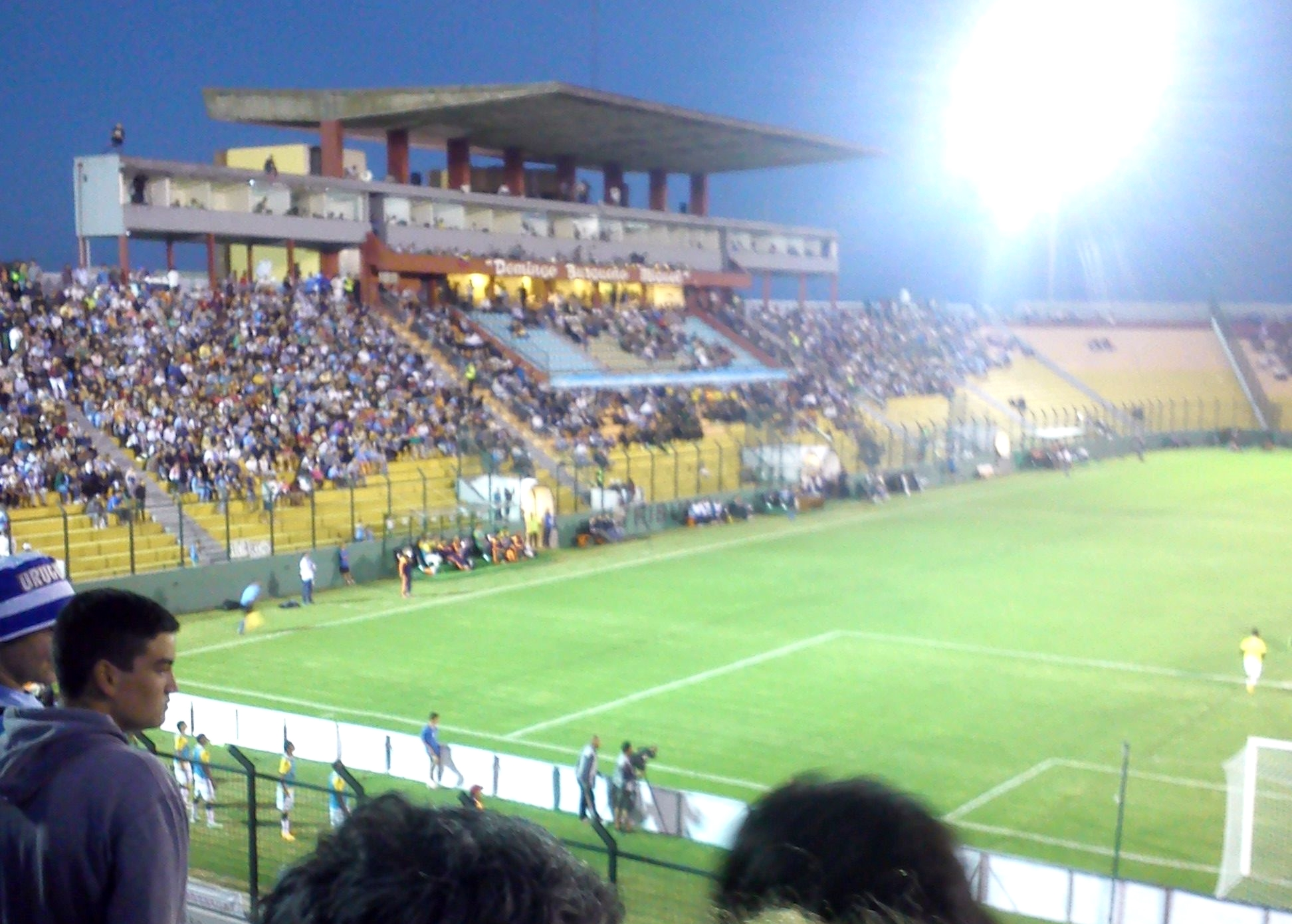
Estadio Domingo Burgueño

Estando en Segunda División, el club también ha oficiado partidos de local en el Estadio Municipal Julio Abbadie de la ciudad de Pan de Azúcar.   

## Jugadores destacados
Jugadores internacionales (iniciados en el Club): Julio Edison González, Pedro Daniel Barrios, Servando Marrero, Luis Ángel Acosta, Eduardo Acosta (Torneo de Toulón), Gabriel Cedrés, Sebastián Silvera (Sudamericano Sub-17), Agustín Márquez (Torneo de la Alcudia Sub-19), Martín Villalba Abbadie (Torneo Mundial de Clubes Sub-20 de Viareggio) Mateo Fígoli, Pablo Gutiérrez Irurueta (Benidorm Fútbol Club y Liverpool de Montevideo), Miguel Ángel Britos, Miguel Ximénez y Juan Manuel Ferreira.
Otros jugadores internacionales que pasaron por Deportivo Maldonado: Telmo Alejandro Blanco, Heriberto De León, Miguel Zeballos, Juan José Borrelli (argentino), Julio César de León (hondureño), Lorenzo Carrabs, Rafael Villazán, Jorge Villazán, Danilo Turcios (hondureño), Julio Edson Uribe (peruano), Félix Hernández (venezolano), Mauricio Zeballos, Milton Cortés, Alejandro Correa, Diego Meijide, Pablo Cuello, Gonzalo Madrid, Martín Arriola, Pablo Cuello, Carlos Eduardo Marcora, Mario Barceló, Aldo Giménez, Mario Orta, Gustavo Da Silva, Paulo Medina, Claudio Ciccia, Mario Barilko, Gustavo Perla, Diego Demarco, Luis Curbelo, Pablo Daniel Gaglianone, Edi Carlos, Pablo Pallante, Miguel Messones, Richard Pérez, Francisco Celestino Tejera, Maximiliano Castro, Christian Alfaro, Claudio Elías, Marcelo Martuciello, Juan Silva Cerón, Fabrizio Cetraro, Junior Aliberti, Pablo González, Fernando Olivera, Diego Guastavino, Martín Ribas, Bruno Piano, César Pellegrín, Ismael Espiga, José Carini, Jorge Cazulo, Eduardo Fernández López, Charles De Morais (brasileño), Jorge Scagliola (argentino), Fernando Inda (argentino), Marcelo Alejandro De Souza, Edgardo Simovic, Gonzalo Amarilla, Simón Vanderhoeght Santos, Gonzalo Noguera, Enrique Gonzalo Gutiérrez, Richard Requelme, Alejandro Lacruz, Federico DomÍnguez (argentino), Andrés Mendoza (ecuatoriano), Carlos Alberto Palacios (colombiano), Gerall Hernández, Horacio Peralta, Andrés Márquez, Ignacio Ithurralde, Federico Cristóforo.

## Futbol Femenino
El  femenino es conocido como Barrio Perlita Deportivo Maldonado, compite en OFI, disputa la Liga Mayor de Maldonado. Siendo la vigentes campeonas de dicha liga, obteniendo el quinquenio en la liga siendo campeonas en la ediciones 2020,2021,2022,2023 y 2024.

### Torneos nacionales  y locales organizados por OFI
| Torneos Locales              | Títulos                      | Subcampeonatos |
| ---------------------------- | ---------------------------- | -------------- |
| Liga Mayor de Maldonado (5): | 2020, 2021, 2022, 2023, 2024 |                |